# Anopheles jamesii
Anopheles jamesii är en tvåvingeart som beskrevs av Theobald 1901. Anopheles jamesii ingår i släktet Anopheles och familjen stickmyggor. Inga underarter finns listade i Catalogue of Life.